# Actinote sarsandra
Actinote sarsandra är en fjärilsart som beskrevs av Druce 1903. Actinote sarsandra ingår i släktet Actinote och familjen praktfjärilar. Inga underarter finns listade i Catalogue of Life.